# Refuge Borda de Sorteny
Pour les articles homonymes, voir Borda.
Le refuge Borda de Sorteny est un refuge d'Andorre situé dans la paroisse d'Ordino à une altitude de 1 965 ou 1 966 m,.

## Toponymie
Une borda désigne généralement en Andorre une habitation d'altitude non occupée à l'année.
Pour Joan Coromines, le toponyme Sorteny (anciennement Solseny dans un document de 1407) est d'origine pré-romane bascoïde. Il propose deux constructions possibles, l'une à partir de çorte (« brindille ») et l'autre à partir de çorten, dérivant de çorta (« goutte d'eau »). Anglada s'accorde avec Coromines sur l'origine bascoïde mais supporte quant à lui une construction à partir de sorgin (« sorcière »),. Planas et al. ont proposé une autre origine bascoïde sur la racine ort marquant un terrain géologiquement instable, soutenue en partie par les caractéristiques géologiques du site et notamment ses éboulis de moraines glaciaires.

## Randonnée
Propriété du Comú d'Ordino, le refuge possède une capacité d'accueil de 40 personnes,. Le refuge est ouvert et gardé toute l'année,.
Situé au sein du parc naturel de Sorteny, le refuge est accessible depuis la route de Sorteny, débutant au village d'El Serrat,. Le riu de Sorteny coule à proximité du refuge.
Depuis le refuge de Sorteny, il est possible de randonner vers le pic de l'Estanyó  (2 915 m,) ou encore vers le pic de Serrère (2 913 m,). Il se trouve également sur le trajet de la haute randonnée pyrénéenne ainsi que du GRP. Ce dernier forme une boucle de 120 km au travers de l'Andorre, ponctué de refuges.

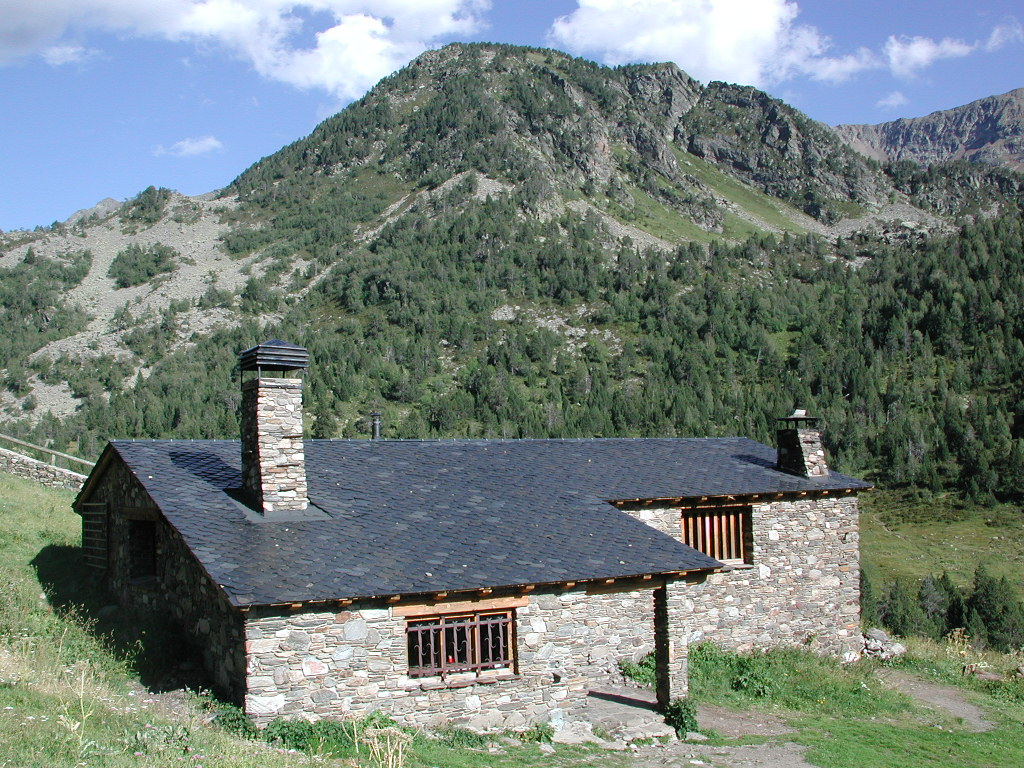
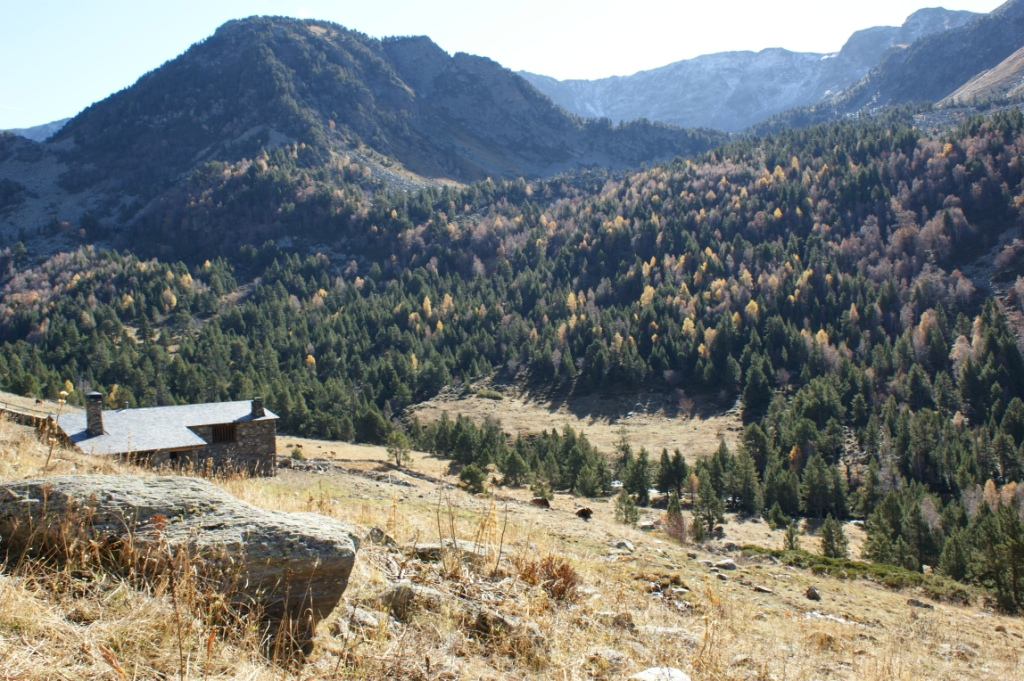
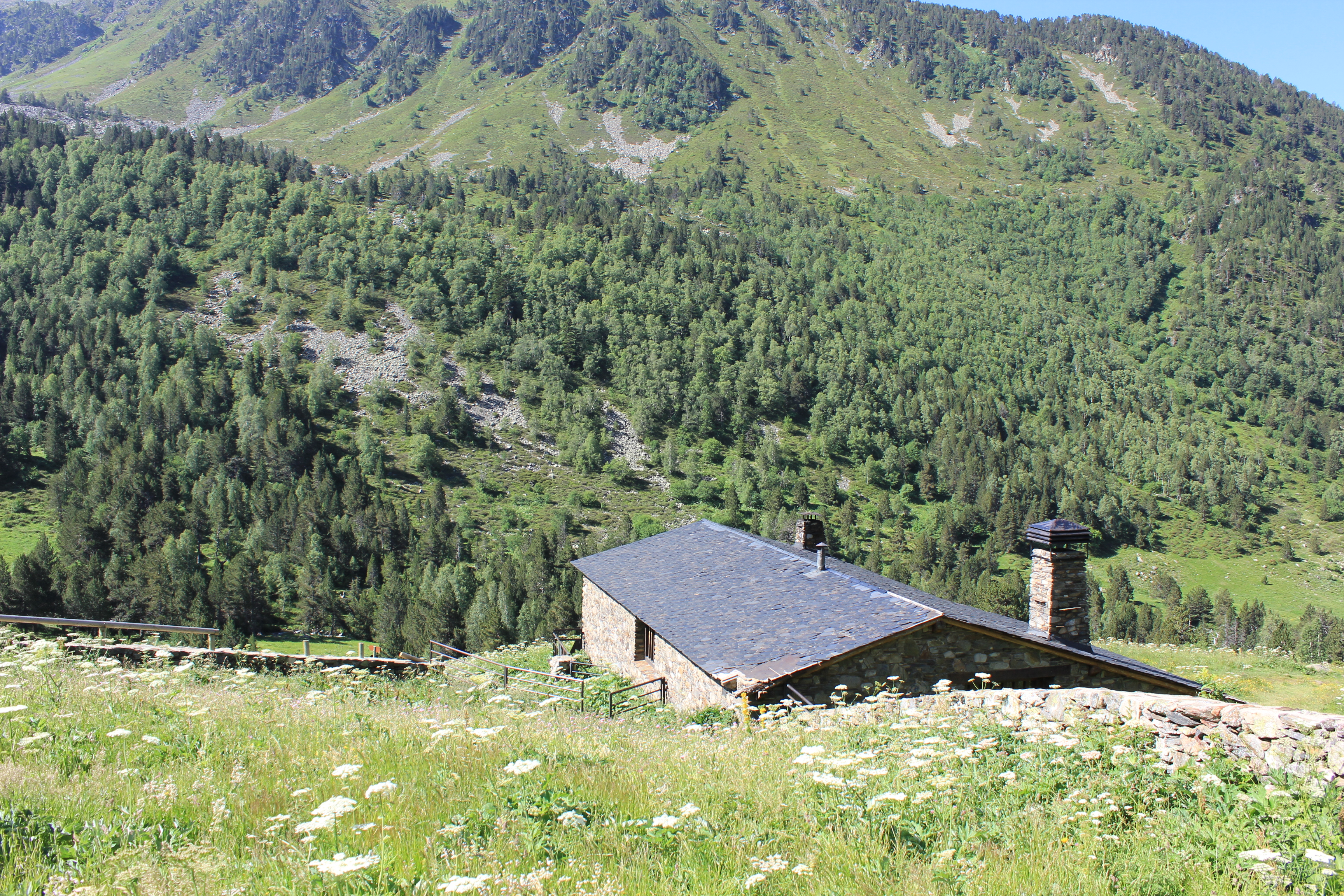